# Пальяро

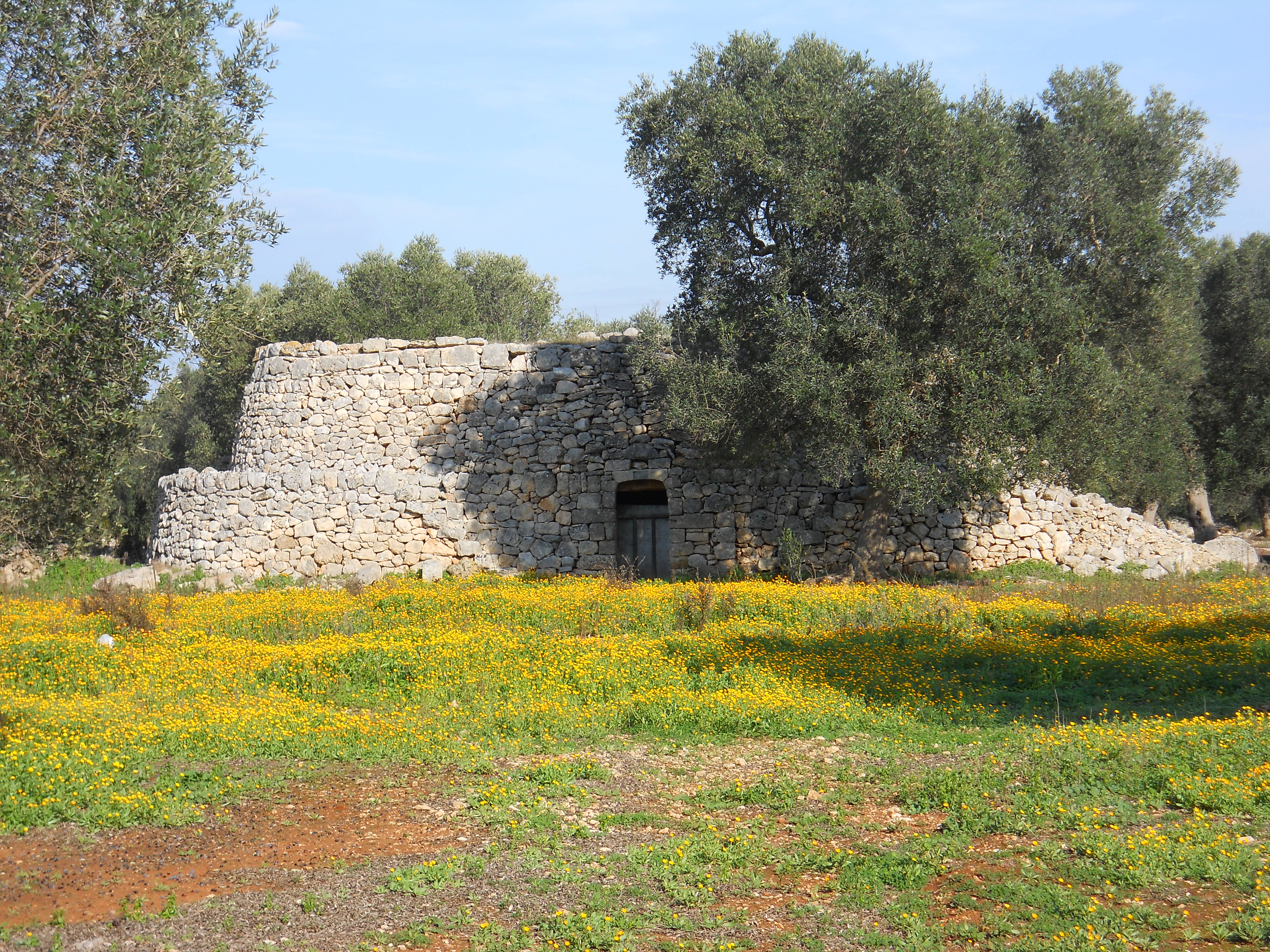
Типовий «фурньєдду» (різновид пальяро).

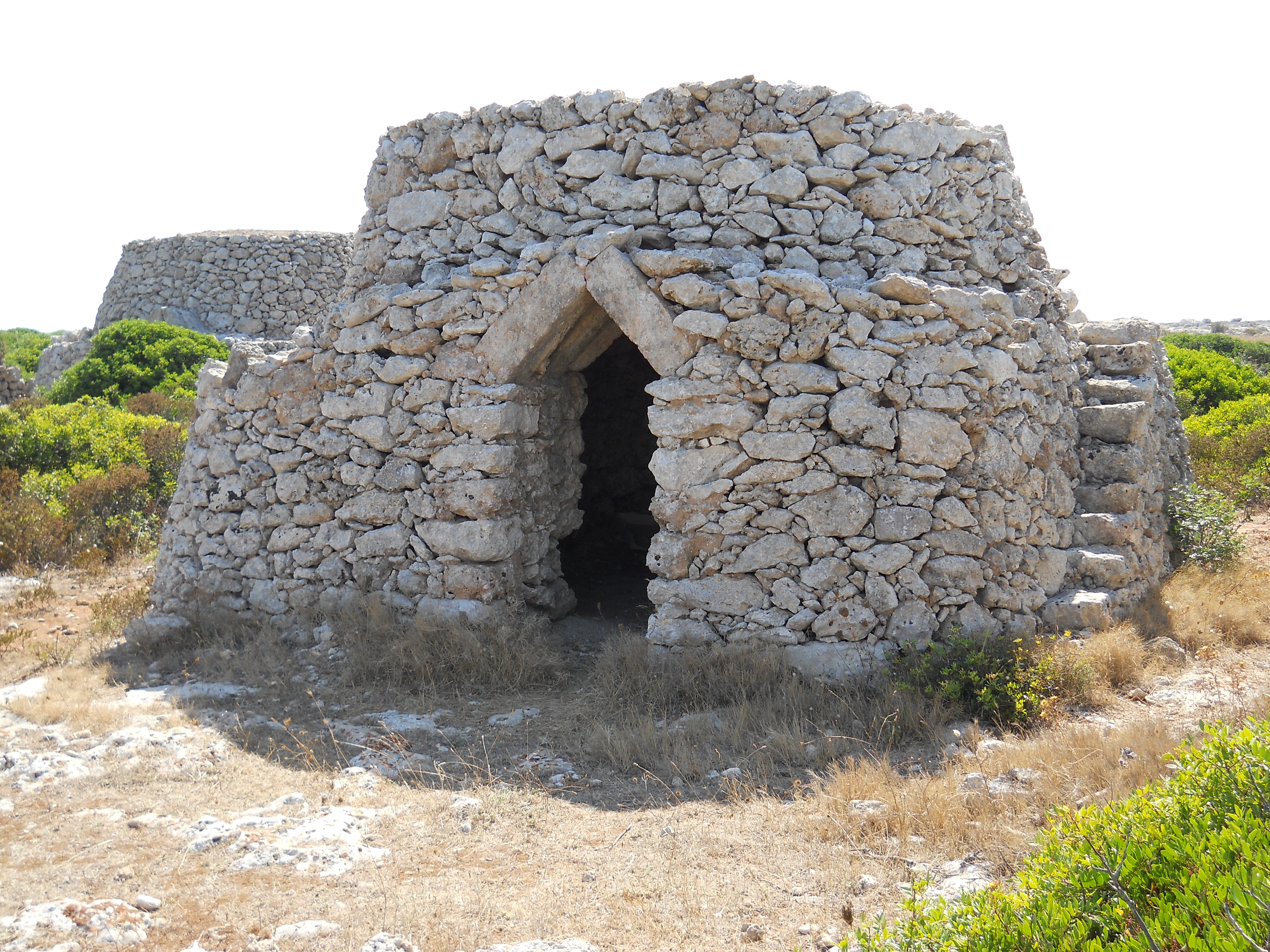
Фурньєдду в місцевості Палюде-дель-Капітан, Нардо

Пальяро (італ. pagliaro, на Сицилії відомі як сиц. paiaru/pagghiaru/furnieddhu/furnu/truddu/chipuru, залежно від місцевості) — кам'яна споруда методом сухої кладки, поширена в сільській місцевості в Сицилії. Відомі як мінімум з бронзового століття і споруджувалися до початку 20 століття, після чого були витіснені сучаснішими технологіями.

## Характеристика
Зазвичай це окремо розташовані будівлі в сільській місцевості. Іноді розташовуються групами по 2-3 будівлі, утворюючи комплекси. В наші дні являють собою один з характерних елементів пейзажу Саленто, відносяться до місцевої культурної спадщини, їх підтримання в належному вигляді фінансується місцевими муніципалітетами.
Ці споруди за своїму виконанням сильно нагадують труллі в Апулії — вони також мають форму зрізаного конуса з круглою або квадратною основою. Виконані з місцевого каменю методом сухої кладки, тобто без використання будь-якого зв'язуючого матеріалу. Зазвичай в будівлі —  лише одне приміщення, без вікна на вулицю. Стіни зазвичай досить товсті, що забезпечує прохолоду навіть у найспекотніші місяці.
Фурньєдди — різновид пальяро — використовувалися в якості тимчасового притулку або зберігання (судячи з назви, спочатку в них зберігали солому, але фактично вони використовувалися для різних цілей, не в останню чергу — як домівки чоловіків у літній період, коли вони їхали з міст у село на поденні роботи в полях. Нерідко всередині цих будинків встановлювали сільські печі, шафи і цистерни.

## Датування
Точний час їх виникнення невідомий (італійська дослідниця К. Спечьяле зводить їх появу до пізнішого бронзового віку). З упевненістю можна говорити про те, що вже близько 1000 р. н. е., з візантійської епохи, їх споруджували з матеріалів, що залишилися від робіт з розчищення сільськогосподарських земель. З цього ж матеріалу споруджені численні огородження сільськогосподарських земель, що також виконані методом сухої кладки. Козімо Де Джорджі вказував на схожість виконання пальяро з апулійськими курганами спекк'я.

## Типологія
Існують різні типи пальяро, залежно від розміру і способу споруди. Ранніші форми пальяро, як правило, меншого розміру; їх периметр виконаний з каменю, а дах — з стовбурів дерев і гілок; пізніше будувалися виключно каменем. У деяких будівлях в ролі арматури для основної конструкції служить кам'яне кільце. Майже всі ці будівлі забезпечені сходами зовні, щоб полегшити доступ на дах для дрібного ремонту.

## Варіанти: ламії
Ламії являють собою варіант пальяро, з квадратною або прямокутною основою і покриттям з кам'яних плит або теракотових цеглин.

## См. також
- Каірн
- Суха кладка